# Igra v vetru
Igra v vetru je roman Mire Mihelič.

## Zgodba
»Glavni junak Igre v vetru je pisatelj Avrel Valentin, človek, ki si prizadeva, da bi potrdil sam sebe z literarnim ustvarjanjem, pa se mu to zaradi razmer, ki je vanje postavljen nekako zoper svojo voljo, ne posreči, njegovi soigralci pa so seveda njegovi poklicni tovariši in vrstniki, pisatelji in pesniki, kritiki in gledališke ravnateljice, ki naj bi kazali pravo vsebino in bistvo današnjega slovenskega kulturnega ustvarjanja. Vendar se Avrelova razklanost in osamljenost ne zrcalita samo na 'poklicnem' področju, ampak tudi v intimno-človeških sferah, v čustvenih zvezah med njim in tistimi, ki je ali zunanje ali notranje zvezan z njimi. Najjasneje se to kaže v zgodbi njegovega zakona s Heleno, docentko medicine, pravim poosebljenjem ženskega, ki skuša v zavestnem preseganju in ignoriranju družbenih norm in predsodkov potrditi samo sebe in spopolniti svojo človečnost. Ta skoraj infernalna zgodba je pravzaprav osrednji vsebinski motiv Igre v vetru, poln dramatičnih zapletov in razpletov, z njo pa se spretno prepletajo posamezni prizori, ki naj bi z ironičnega zornega kota osvetlili pravo bistvo slovenske duhovne resničnosti.« (Trekman 1968: 212) 
Roman se začne in konča z junakovim pisanjem pisma na vlaku, zgodba pa se vmes naveže na obujanje spominov, s čimer se začne pripoved osrednje zgodbe romana. Predstavljeno je predvsem razmerje med Avrelom in Heleno, ki se proti koncu romana sprevrne v Helenino obsesivno kontroliranje in ljubosumje, kar pripelje do Avrelove bolezni in duševne krize, zgodba pa se zaključi s Heleninim samomorom.

## Kritike, literarna zgodovina
»Družinska tema o neskladnosti med moškim in žensko v erotičnem ali duševnem partnerstvu je na svojevrsten način predstavljena v romanu Igra v vetru. [...] Za razliko od pisateljičinih pripovedno (snovno in idejno) enosmernih besedil, je v romanu Igra v vetru nekaj presenetljivih novosti: poudarjena je prvina igre (»je zapisal Avrel v dnevnik, ki ga ni nikoli pisal«, 88), s tem pa tudi navideznosti in pretvarjanja, igre s temo razkroja erosa in seksa, pripovednokritične travestije, v katerih 'ženske nosijo moška in moški ženske preobleke', spremlja pa jih za Miheličevo značilno, tukaj še posebej poudarjeno in vsebini zgodbe ustrezno partnerstvo ironije in sentimentalizma.«
(Glušič 2002: 62)
»Že iz te sicer shematične ponazoritve izpovedne fakture romana Mire Miheličeve je razvidno, da se njegova pripoved in notranje dogajanje razvijata v dveh plasteh. [...] Tako zastavljen pisateljski namen je gotovo zanimiv in vreden pozornosti slehernega bravca, pa naj ta pripada istemu okolju ali ne, vendar je prvi pogoj, da doseže tak namen polnokrvno umetniško uresničitev, distanca, ki jo mora imeti avtor do vsebine in dogajanja. [...] A tega žal v pričujoči knjigi ni. [...] Zakaj manjka ji že omenjene distance; pripomoček, ki z njim avtorica ustvarja celovito in umetniško polnokrvno uresničitev svojega namena, ni ironična substanca, ki bi morala prevevati tako zamišljeno upodobitev nekega konkretnega sveta, ampak izrazita pamfletističnost z močno zaznavnimi farsnimi elementi, ki delajo iz te plasti Igre v vetru skoraj grob in banalen pamflet: posamezni liki pa so tako zelo karikirani, da ne učinkujejo niti groteskno več, ampak se spreminjajo v nekakšne farsne sheme.« (Trekman 1968: 212-13)